# Ham (Foula)

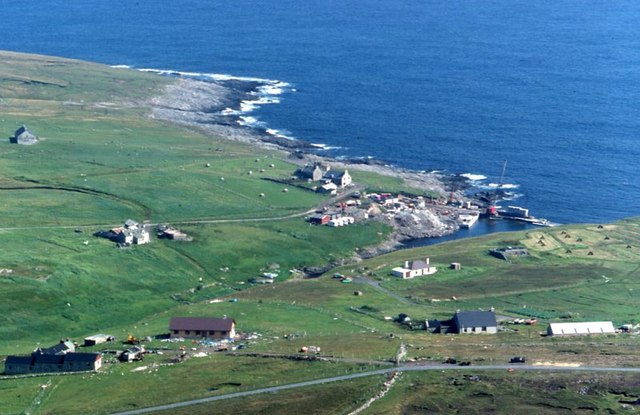
Ham aus der Luft

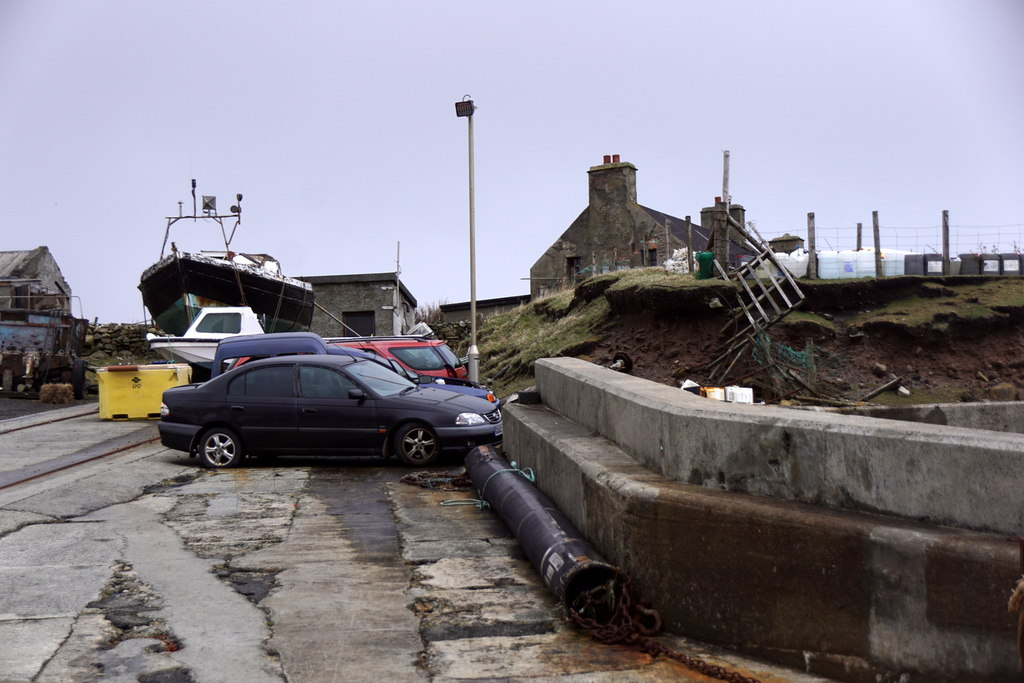
Am Pier von Ham

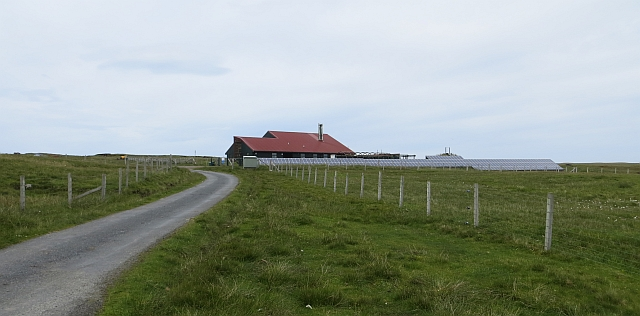
Die neugebaute Schule

Ham ist eine Ortschaft, die in Schottland im Westen der Shetlandinseln liegt.

## Geographie
Ham (auch Da Toon o' Ham) liegt im Osten Insel Foula, wo es der Hauptort ist. Sie befindet sich südwestlich von Mainland, der Hauptinsel der Shetlands.
Die Häuser von Ham, in denen Crofter leben, stehen an der Bucht Ham Voe. Von hier verkehrt eine Fähre, die die Insel mit Walls verbindet. In Richtung des Inneren der Insel liegt die Ortschaft Hametoun.
In die Bucht fließt der Bach West Burn, der auch den südwestlich des Ortes gelegenen See Mill Loch entwässert. 

## Historisches
Im Rahmen der historischen Gliederung Schottlands in Civil Parishes zählt Ham zu Walls and Sandness. Die alte Grundschule des Ortes wurde abgerissen und 1992 durch einen Neubau ersetzt.